# Mielesdorf
Mielesdorf is een klein dorp in de Duitse gemeente Tanna in het Saale-Orla-Kreis in Thüringen. Het dorp, gesticht door Sorben, wordt voor het eerst genoemd in een oorkonde uit 1445. Tot 1997 was Mielesdorf een zelfstandige gemeente. De huidige dorpskerk dateert uit 1719. Een eerdere kerk ging door brand verloren.